# Predikare-Lena (film)
Predikare-Lena är en svensk TV-film från 1976 i regi av Pi Lind. Manuset skrevs av Tore Zetterholm. Filmen är en skildring av Helena Ekbloms liv och hon spelas i filmen av Mimmo Wåhlander.

## Rollista
- Mimmo Wåhlander - Helena "Predikare-Lena" Ekblom
- Emy Storm - Brita, modern
- Marianne Aminoff - Charlotta Feilitzen
- Bertil Anderberg - Feilitzen
- Sten-Åke Cederhök - auktionsutropare Sederholm
- Manne Grünberger - borgmästare
- Ernst Günther - ryttmästare
- Berta Hall - professorskan
- Folke Hamrin - greven
- Leif Hedberg - Jacob
- Cecilia Hjalmarsson - Stina
- Folke Hjort - länsman
- Heinz Hopf - Gustav
- Olof Huddén - präst
- Tor Isedal - Dahlström
- Anders Janson - Jonas, hospitalvakt
- Tommy Johnson - Petter
- Magnus Nilsson
- Fredrik Ohlsson - Morath
- Ulf Qvarsebo - länsman
- Per Ragnar - hospitalpräst
- Tage Severin - Aron
- Roland Söderberg - Carlström
- Karl-Magnus Thulstrup - domprosten
- Georg Årlin - Brunius